# 大久保三郎
大久保 三郎（おおくぼ さぶろう、1930年 (昭和5年)  2月26日 - 1998年（平成10年）11月10日）は、ピアノ伴奏者。
1957年10月から1998年9月まで、およそ41年間にわたり、NHKラジオ体操のピアノ演奏を担当した。レコード、カセットテープ、CD用音源も大久保の演奏によるものである。この間、1960年代から1980年代には慶應義塾中等部教諭を兼ね、オーケストラ指導も行なうほか、生田流筝曲家の唯是震一からの依頼で正派音楽院の講師としても活動した。作曲作品に「メリーゴーラウンド」がある。1990年からは市民オーケストラにも参加、コントラバスを演奏していた。
1998年（平成10年）11月10日急性肝不全のため横浜市の病院で死去。68歳。 